# 배경수
배경수(1966년 ~ )는 KBS 드라마본부의 프로듀서이다.

## 경력
- KBS 드라마본부 PD
- KBS 드라마운영팀 CP
- KBS 드라마본부 편성기획팀장 (부장급)

## 작품

### 방송
- KBS 수목드라마 장밋빛 인생 (프로듀서) 2005년
- KBS 주말연속극 소문난 칠공주 (연출) 2006년
- KBS 주말연속극 며느리 전성시대 (프로듀서) 2007년
- KBS 수목드라마 태양의 여자 (연출) 2008년
- KBS 월화드라마 결혼 못하는 남자 (CP) 2009년
- KBS 주말연속극 결혼해주세요 (CP) 2010년
- KBS 수목드라마 난폭한 로맨스 (연출) 2012년
- KBS 주말연속극 최고다 이순신 (CP) 2013년
- KBS 월화드라마 태양은 가득히 (연출) 2014년
- KBS 드라마 스페셜 붉은 달 (연출) 2015년
- KBS 수목드라마 태양의 후예 (CP) 2016년
- KBS 주말연속극 월계수 양복점 신사들 (CP) 2016 ~ 2017년
- KBS 주말연속극 아버지가 이상해 (CP) 2017년
- KBS 주말연속극 황금빛 내 인생 (CP) 2017년
- KBS 주말연속극 사랑은 뷰티풀 인생은 원더풀 (CP) 2019년

## 참고 사항
- 본인이 조연출로 참여한 작품 중의 하나인 KBS 2TV 며느리 삼국지에서 김상태 역을 맡았던 홍학표는 이 작품에 앞서 배경수 PD가 조연출로 참여한 작품에 속한  KBS 1TV 찬란한 여명 캐스팅 제의를 받았으나 고사했는데[1] 며느리 삼국지에서 정례 역으로 나온 김용림은 찬란한 여명에서 신정왕후 조씨 역을 맡았다.